# Pedro I de Arborea
Pedro I de Arborea (antes de 1157 — Pisa ou Oristano, depois de 1203) foi juiz-rei de Arborea entre 1186 e a sua deposição em 1195 por Guilherme I Salúsio IV de Cagliari. Pedro passaria o resto dos seus dias no exílio.

## Biografia

### Primeiros anos
Pedro era filho de Barisão II de Arborea, juiz de Arborea e de Cagliari e rei nominal da Sardenha, e da sua primeira esposa Pelegrina de Lacon. A data de nascimento de Pedro é desconhecida, mas terá sido antes de 1157, visto que os pais se separaram nesse ano. Pertencia à Casa de Lacon Serra.
Esta separação terminou com a paz estabelecida nos julgados e iniciou-se assim um novo período de guerra. O pai aliou-se aos  Condados catalães desposando Agalbursa de Bas, neta materna do Conde de Barcelona e pertencente à família do viscondado de Bas com a qual a família real arborense iria estar ligada nos próximos dois séculos. A aliança garantiu apoio catalão em Arborea, que se revelaria importante nos anos seguintes, pois a paz entre as repúblicas de Pisa e Génova cessou de repente e os julgados sardos viram-se subitamente no meio de mais uma guerra entre as duas potências italianas que dominavam a ilha desde o século XI. O pai apoia Génova e em dois anos apenas vir-se-ia nas posses do julgado de Cagliari e do título de rei da Sardenha, e despojado delas muito pouco tempo depois. Endividando-se para com Génova, o pai foi mantido cativo na cidade-estado em 1165, e só libertado anos depois, em  1168, para pagar o que devia, e por garantia o rei enviava a esposa Agalbursa e o irmão desta, o visconde Hugo Pôncio de Bas, como reféns. A dívida foi paga em 1171 e só assim Agalbursa e o irmão foram capazes de regressar.
Vendo-se sem aliados, já perto do final da vida, em 1177 renova a aliança com a Catalunha casando a irmã de Pedro, Sinispela, com Hugo Pôncio, irmão da madrasta deles.

### Reinado
Barisão falece em 1186. Pedro não teve uma ascensão fácil, e um dos maiores obstáculos terá sido a viúva Agalbursa, que, apoiada por Afonso II de Aragão, apoiava os direitos do irmão e de Sinispela, irmã mais velha de Pedro, através do filho deles e seu neto, Hugo de Bas. Seguiu-se um período obscuro, que poderá ter sido de guerra pelo trono. Agalbursa faleceu pouco depois de ter instigado o conflito. Pedro ter-se-á aliado à República de Pisa, e Hugo, aconselhado pela avó, já conhecedora da política do marido, à República de Génova. Pedro fez a paz com Génova em 1189, jurando-lhe fidelidade  e, com Hugo, acabou por concordar num governo em conjunto, mantendo desta forma a união do Estado e evitando qualquer divisão. Seguindo a tradição bizantina, Pedro como  autocrator comandava o governo, pois Hugo era ainda menor de idade. Mesmo após esse período concordaram em manter o governo conjunto.
Em 1195 os dois juízes não conseguiram evitar a invasão do juiz Guilherme I Salúsio IV de Cagliari, aprisionando Pedro e cercando Oristano, e forçando Hugo a assinar um pacto em que cedia os seus territórios e casava com Preciosa, filha do invasor. Já perto do final da década, Constantino II de Logudoro e o seu filho Cosme, aliados de Génova, voltaram a atacar o já fragilizado julgado, agora sob proteção de Cagliari. O par de juízes era agora meramente uma marioneta nas mãos de Guilherme, e tiveram por isso de ceder o castelo de Goceano a Cosme para que este desistisse das suas pretensões sobre Arborea.
Em 1198 Guilherme atacou novamente Arborea e desta vez avançou e conquistou Oristano, obtendo várias fortalezas próximas. Depois captura novamente Pedro e o seu filho Barisão, de modo a controlar Arborea de forma mais direta, dando as rédeas do governo aos bispos e cânones de Arborea que, perante uma investigação do Papa Inocêncio III (do qual há uma carta de 11 de agosto desse ano) sobre a intervenção da Igreja arborense na usurpação, afirmaram não haver qualquer tipo de cumplicidade entre eles e Guilherme.

### Últimos anos
Nos primeiros anos de 1200, Guilherme reclamou a parte de Pedro (que já era praticamente sua) ao Papa, de forma a formalizar a sua posse sobre todo o julgado de Arborea, mas Inocêncio recusou. Perante isto, negociou com Hugo a posse formal não só dessa parte, mas também de todas as fortalezas do reino-julgado.
O conflito terá terminado com a cedência a Hugo, em 1206, de Arborea, que terá governado até à morte em 1211. Uma outra fonte sugere que terá sido nesse ano que se terá formalizado a união entre Arborea e Cagliari. Isto parece sugerir que Hugo governou Arborea sob tutela do sogro.
Pouco se sabe sobre Pedro nesta altura, excepto que terá falecido no exílio, em Pisa ou em Oristano, em 1207 ou 1214.

## Casamento e descendência
Pedro casou-se com Bina (Jacobina?), de origem desconhecida, de quem teve um filhoː
- Barisão, que lhe sucederia em conjunto com o primo, Pedro II de Arborea, e que por casamento viria a tornar-se também juiz de Cagliari.